# أولاد يوسف (نزالة بني عمار)
أولاد يوسف هي إحدى مشيخات المملكة المغربية، تتبع جغرافيا لعمالة مكناس وإداريًا لنزالة بني عمار. يقدر عدد سكانها بـ 25055 نسمة حسب الإحصاء الرسمي للسكان والسكنى لسنة 2004.